# Pissouri
Pissouri (en griego: Πισσούρι) es un pueblo situado en el distrito de Limasol en Chipre, entre Limasol y Pafos. El área administrativa de Pissouri es la tercera más grande de su distrito. La localidad principal está situada a unos tres kilómetros de distancia de la bahía llamada Cabo Aspro y está construida sobre la ladera de una colina verde. Excepcionalmente se ubica en el centro del territorio.
Ahora hay dos comunidades distintas, el área de Pissouri pueblo y el área de Pissouri Bahía. La población permanente total es de alrededor de 1.100 personas, de los cuales aproximadamente la mitad son chipriotas y el resto extranjeros, principalmente británicos, residentes y turistas. Hay varias tiendas, tabernas, restaurantes y bares.

## Etimología
Según algunas fuentes oficiales, el nombre de Pissouri deriva de la antigua ciudad de "Voousoura", según cuenta Stravonas, un filósofo, matemático y geógrafo del siglo I a.E. Algunas otras fuentes vinculan el nombre del pueblo, con noches oscuras como la brea.
Una leyenda cuenta que 300 santos alamanes (germanos) llegaron a Chipre desde Palestina a fin de practicar su fe en varias partes de la isla, llegando a la costa de Pissouri durante una noche a oscuras. Otra leyenda cuenta que un papa perseguido durante la era post-cristiana fue encontrado en la región de Pissouri durante una oscura noche. Sin embargo, parece que el nombre de la localidad no derivó finalmente de esas historias sino del hecho de que en la región había una extensa extracción de la savia de los pinos (llamados "Pissa" en griego). La recolección de savia comenzó durante el Imperio bizantino (Imperio romano de Oriente) y continuó durante la Edad Media (siglos V-XV) con el gobierno de los francos en Chipre.

## Desarrollo y economía

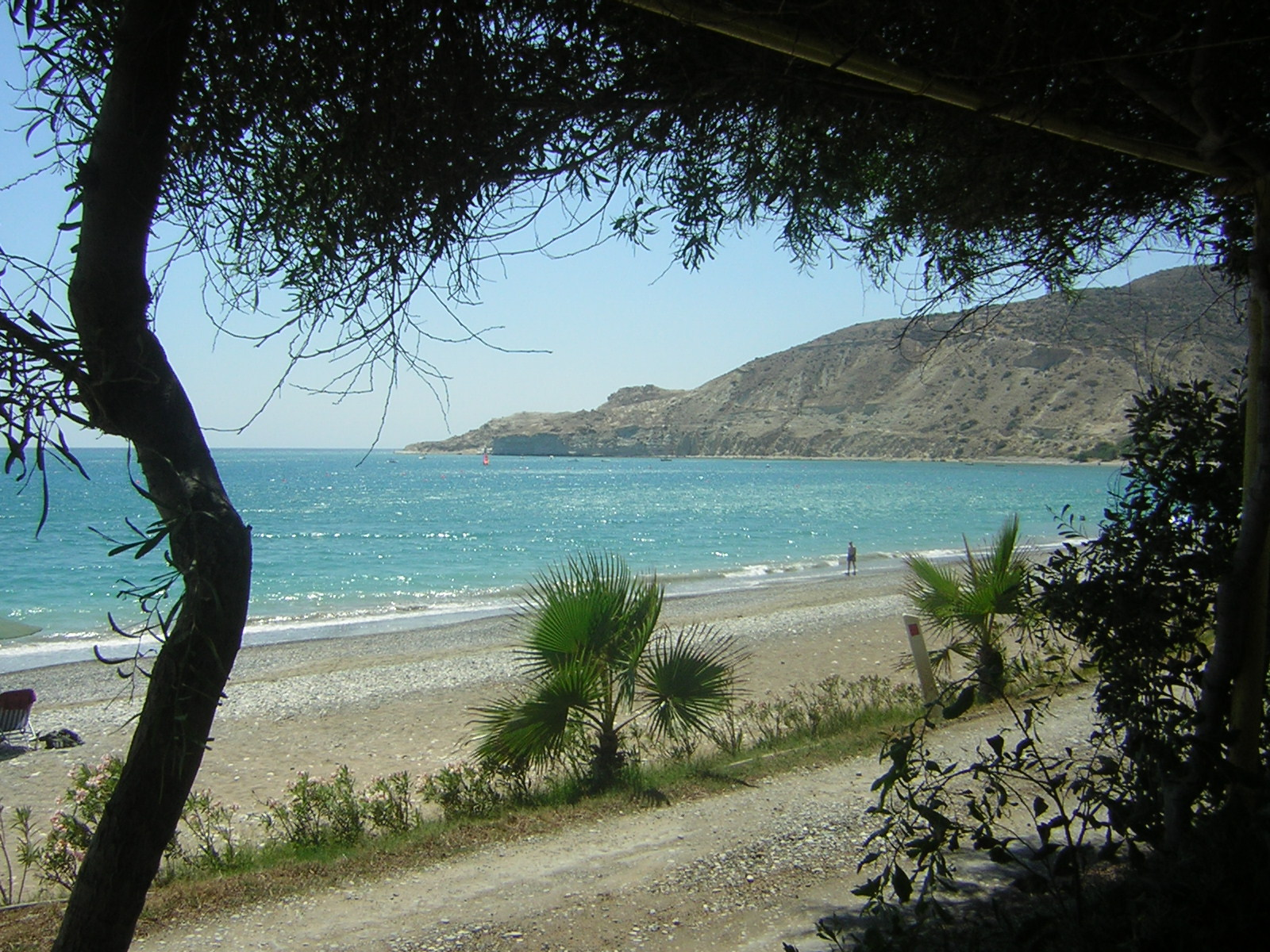
Playa de Pissouri

Pissouri tiene una precipitación anual de 447 milímetros. La tierra produce hoy en día uvas, vino, patatas y otros cítricos en cantidades más pequeñas plantados a lo largo del valle que abarca desde el golfo hasta la colina donde está la localidad. También hay muchos olivos, algarrobos y almendros. Por desgracia, en los últimos años, los agricultores tuvieron que arrancar gran parte de sus viñedos, ya que no obtenían beneficios. Durante la última década y en particular los últimos 6 años, los residentes han cambiado a recursos financieros alternativos con un mayor interés. La mayoría de ellos se han pasado en su mayoría a la construcción de edificios y en concreto al de numerosas casas residenciales y nuevos barrios. Es una cuestión de tiempo antes de que el pueblo se convierta literalmente autónomo en términos de servicios y facilidades que se encuentran a nivel local. Pissouri parece evolucionar rápidamente, siguiendo las tendencias de la globalización y las inversiones globales.

## Iglesias
La iglesia del Apóstol Andrés fue construida con el trabajo voluntario de los dispuestos residentes de la comunidad en 1883. La obra para la construcción de la iglesia se prolongó durante cerca de doce años. La piedra con la que la iglesia fue construida provenía de las regiones de los pueblos de Anogyra (Ανώγυρα) y Prastio (Πραστιό) y fue llevada al pueblo con carros arrastrados por burros. La iglesia está construida en estilo gótico. El lugar en la que se construyó se utilizó como cementerio del pueblo hasta 1912.
La iglesia es famosa por su ícono de madera tallada, que es una verdadera obra de arte y fue tallado en 1890. La elaboración duró 10 años a causa de los medios de la época.
Otras capillas son: San Jorge, Profeta Elías, San Alexandros, San Mauricio, San Spyridonas.

## Turismo

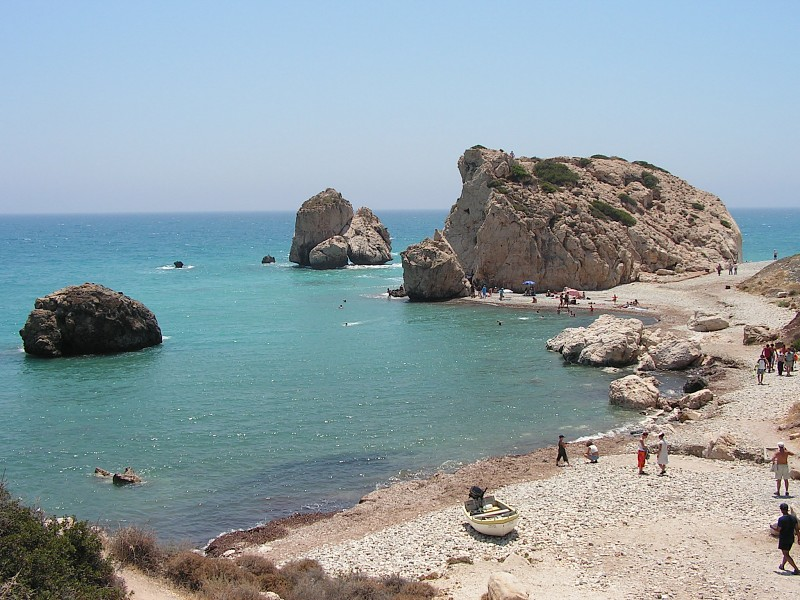
Petra tou Romiou

A lo largo de la costa de Pissouri hay algunas grandes rocas en el agua. Una de esas rocas, llamada Petra tou Romiou (roca de Afrodita), cuenta la leyenda que sirvió a Afrodita para pisar por primera vez la isla. Y es que ella había vagado durante mucho tiempo por el mar, hasta llegar a la playa de Pissouri. La bahía se encuentra cerca de la escarpada costa y es un bonito paisaje.